# 7 Pułk Dragonów (Cesarstwo Niemieckie)

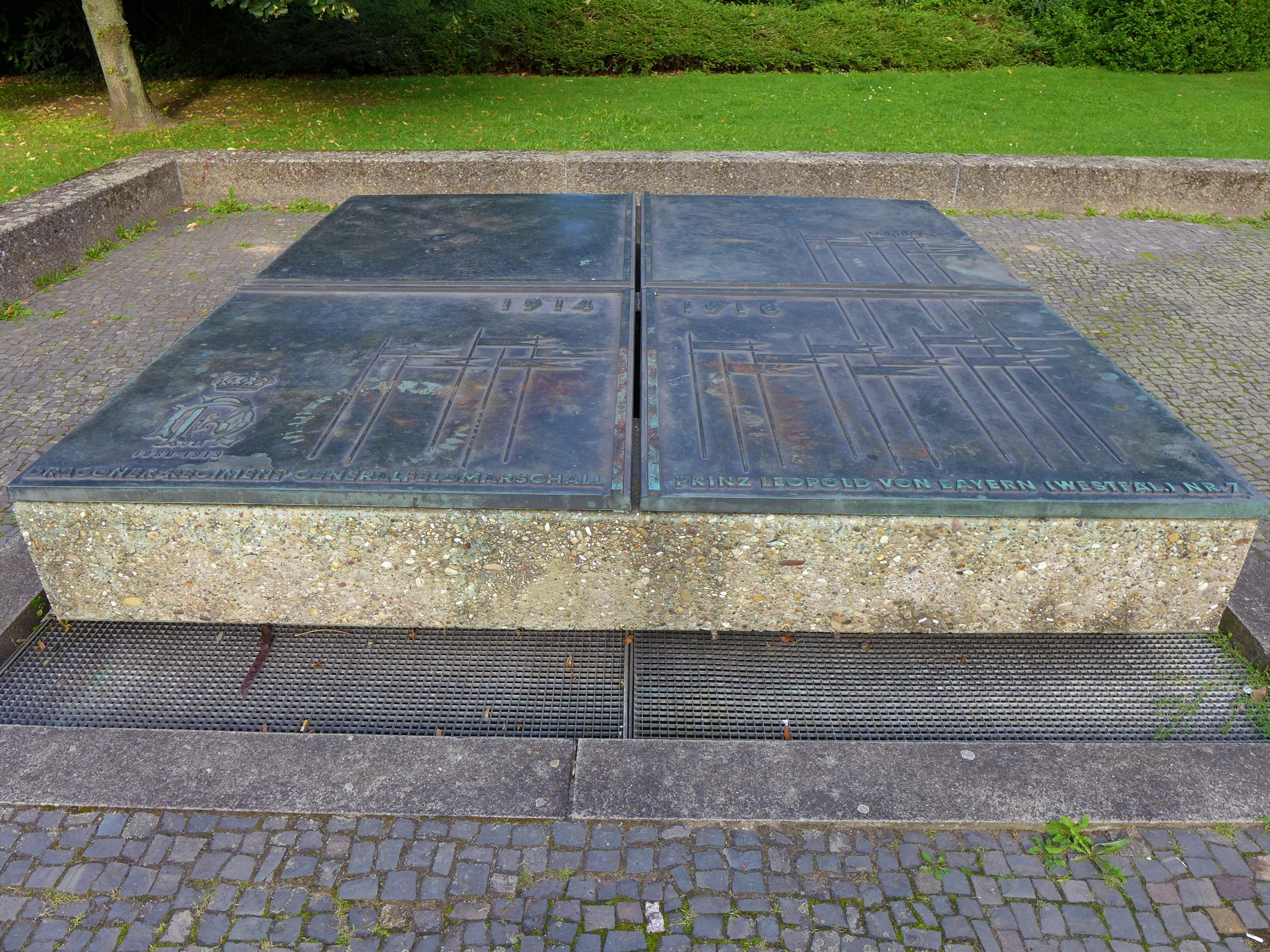

7 pułk dragonów (Westfalski) (niem. Dragoner-Regiment „Generalfeldmarschall Prinz Leopold von Bayern“ (Westfälisches) Nr. 7)  – pułk kawalerii niemieckiej okresu Cesarstwa Niemieckiego.

## Charakterystyka
Pułk został sformowany 7 maja 1860. Stacjonował w Saarbrücken . Wchodził w skład XXI Korpusu Armijnego .

 Wiosną 1914 był w strukturze 31 Brygady Kawalerii z 31 Dywizji Piechoty.
W wyniku mobilizacji, w sierpniu 1914 pułk osiągnął gotowość bojową i w składzie 42 Dywizji Piechoty z XXI Korpusu Armijnego został wysłany na front zachodni.